# Coop Casarsa
Coop Casarsa è una delle 5 medie cooperative di consumatori del sistema Coop, e come tale aderisce all'ANCC
della Lega Nazionale delle Cooperative e Mutue e al consorzio cooperativo Coop Italia.
Insieme alla più grande cooperativa italiana ed europea Coop Alleanza 3.0 e alla media cooperativa Coop Reno (nonché ad alcune piccole Coop in Emilia-Romagna, Triveneto, Marche ed Abruzzo) aderisce al Distretto Adriatico.

## Storia
Coop Casarsa nasce il 3 agosto 1919, nella casa di Lorenzo Biasutti (poi primo storico direttore dello spaccio) da dodici soci promotori.
Il successivo 30 settembre, altri 367 aderenti firmarono il libro soci, sottoscrivendo 610 quote complessive da lire 25 l'una. Il capitale sociale iniziale fu di 15.250 lire.
Fin dall'inizio, non si volle soltanto puntare a risultati commerciali e materiali, ma anche a quelli solidaristici e mutuali. È questa la caratteristica principale della cooperativa casarsese, che ancora oggi, dopo 90 anni, mette le finalità morali in primo piano nella propria attività.
Nel 2011, con l'inaugurazione del negozio di Francenigo, in provincia di Treviso, Coop Casarsa sbarca nella regione Veneto (dove è già presente Coop Alleanza 3.0).

## Soci
Al 31 dicembre 2010 i soci erano 12.855.
Nel maggio del 2022, il sito della Coop Casara, dichiarava "oltre 16.000" soci
I soci prestatori, ovvero titolari di libretto di prestito sociale, erano 1.853.
Coop Casarsa realizzava nel 2007 il 72.3% delle sue vendite con i suoi soci.

## Rete di vendita
Coop Casarsa gestisce 14 punti vendita in 3 province, divisi tra minimercati e supermercati a insegna Coop.
Questo è il dettaglio della rete di vendita:
- Friuli-Venezia Giulia
  - Provincia di Pordenone 1: 9 tra minimercati e supermercati Coop: Casarsa Centro (sede), San Giovanni di Casarsa, Fiume Veneto, Cordovado, San Quirino, San Martino al Tagliamento, Pravisdomini, Marsure di Aviano, Lestans di Sequals;
  - Provincia di Udine 1: 4 tra minimercati e supermercati Coop (di cui due in gestione): Goricizza di Codroipo, Porpetto, Ruda, Faedis.
- Veneto
  - Provincia di Treviso 1: 1 supermercato Coop: Francenigo

1 Provincia dov'è presente anche Coop Alleanza 3.0
Coop Casarsa gestisce una rete di vendita complementare a quella di Coop Alleanza 3.0, coprendo alcune zone non raggiunte dalle grandi Coop.